# Karoline von Günderrode
Karoline Friederike Louise Maxiimiliane von Günderrode (Karlsruhe, 11 febbraio 1780 – Winkel (Rheingau), 26 luglio 1806) è stata una scrittrice tedesca.

## Biografia
La Günderrode, primogenita di una famiglia indigente ma aristocratica, all'età di diciassette anni entrò in un residence per nobili donne a Francoforte, un istituto nel quale le donne aristocratiche non sposate venivano seguite e potevano condurre una vita rispettabile. La sua permanenza nell'istituto, però la condusse ad un esaurimento nervoso ed a stati  depressivi, soprattutto a causa della sua difficoltà a rispettare le convenzioni, le norme, le etichette tipicamente femminili.
La Günderrode, di animo sensibile ed artista entusiasta, definita da alcuni critici letterari la "Saffo del Romanticismo", raggiunse la popolarità non solo per le sue liriche, quanto per il fatale suicidio e per il contributo che Bettina Brentano le diede rielaborando e riadattando le lettere scambiate tra le due amiche, trasformandole così in un romanzo, seppur atipico, intitolato Die Günderode (1840) che, grazie alla miscela di fantasia e realtà, divenne uno dei libri più affascinanti e stimolanti del Romanticismo tedesco.
Tutta la sua breve esistenza ruotò attorno all'ambito dei Brentano: difatti la sua prima infatuazione adolescenziale fu per Friedrich Carl von Savigny, che diverrà cognato del suo grande amico Clemens Brentano; dopodiché conobbe Bettina e strinse una forte e passionale amicizia con Clemens; infine il tragico amore per un amico di Clemens, il filologo Friedrich Creuzer. Quest'ultimo era già sposato con una vedova disposta a concedergli il divorzio per non ostacolare la grande passione sbocciata fra Creuzer e la  Günderrode. Però, nel giro di poco tempo, Creuzer si ammalò gravemente, a causa dello scandalo suscitato dalla relazione, e venne accudito così affettuosamente dalla moglie, da farlo ritornare sui suoi passi e decidere di interrompere la relazione con  la Günderrode. La Günderrode, convinta che Creuzer sarebbe morto, si suicidò pugnalandosi sulle rive del Reno.
In tutti i suoi scritti, poesie, drammi, prose, l'autrice evidenziò le sue tendenze alla tristezza e alla infelicità, alla fantasia, alla immaginazione, all'idealismo, ma anche all'entusiasmo e all'eccitazione, quasi come una versione femminile delWerther.
Prima di morire aveva dato alle stampe nel 1804, sotto lo pseudonimo di Tian, Gedichte und Phantasien (Poesie e fantasie) seguito nel 1805 dai  Poetische Fragmente (Frammenti poetici), di ispirazione squisitamente romantica: ristampati con l'aggiunta di inediti nel 1857, in una edizione postuma.
Lei stessa scrisse in una sua poesia "Sono in eterno il mio stesso amore", ma nonostante questo non si occupò tanto di temi amorosi nei suoi versi, quanto piuttosto di riflessioni e di raccoglimenti metafisici panteistici, ispirati parzialmente da Novalis e da Schleiermacher.
Quanto si fosse tramutata in disperazione la sua situazione relazionale-amorosa e la sua condizione psicologica-spirituale, lo evidenziarono i versi, per i quali prese spunto dal misticismo indiano, che lei scelse come epigrafe.

## Opere
- Poesie e fantasie (Gedichte und Phantasien, 1804); sotto lo pseudonimo "Tian".
- Frammenti poetici (Poetische Fragmente, 1805).
- Udohla (1805).
- Magia e destino (Magie und Schicksal, 1805).
- Storia di un Brahmino (Geschichte eines Braminen, 1805), sotto lo pseudonimo "Tian".
- Nikator (1806), sotto lo pseudonimo "Tian".
- La gioventù che cerca la grande bellezza (Der Jüngling der das Schönste sucht, 1806).
- Melete (1806).